# Ubaldo Bianchi
Ubaldo Bianchi (Pistoia, 1º gennaio 1890 – Alessandria d'Egitto, 1º gennaio 1966) è stato un lottatore italiano, campione del mondo di lotta greco-romana ed allenatore.
Soprannominato Doro per la grande bontà.

## Biografia
Nato a Pistoia, da giovane si dedica con successo a diverse discipline e si aggiudica il titolo italiano nel lancio del giavellotto.
In seguito passa alla lotta vincendo tre campionati nazionali (1911, 1912 e 1913) e tre assoluti (1911, 1912 e 1914).
Il 1914 fu il suo anno d'oro: vinse la Coppa Lomazzi, la Coppa Villa, la Coppa Colombo, la Targa Pampuri, la Cintura d'Argento, il Torneo di Omegna e soprattutto gli Assoluti italiani. Fino al 1919 affina la sua tecnica e riporta solo vittorie. Le rare sconfitte sono contro Bruto Testoni nel 1917 e con il grande Elia Pampuri nel 1919. Nel 1918 diviene inoltre istruttore di lotta e ginnastica del principe Aimone di Savoia figlio del Duca d'Aosta.
Nel 1920 passa al professionismo e conquista a Vienna il titolo di campione del mondo dei pesi medi, primeggiando su 60 atleti in due mesi di lotte accanite.
Quattro anni dopo si trasferisce ad Alessandria d'Egitto dove fonda la Palestra italiana e diviene preparatore della squadra nazionale egiziana di lotta e sollevamento pesi, incarico che manterrà per 26 anni, fino al 1940. Due suoi allievi, Ibrahim Moustafa nella lotta greco-romana e Sayed Nosseir nel sollevamento pesi, conquisteranno delle medaglie d'oro.
L'insegnamento non frena la sua attività agonistica: conquisterà il titolo mondiale dei medio-massimi e lo conserverà fino al suo ritiro. Nel 1930 allena la nazionale italiana e il "Club Sportivo Audace" di Roma.
Disputa il suo ultimo incontro il 25 marzo del 1937 e nonostante l'età batte l'austriaco Rudolf Benold. Sempre pieno di iniziative, propone nel 1937 la nascita dei Giochi del Mediterraneo da far disputare a Rodi, una proposta lungimirante ma che non va a buon fine.
Durante la guerra gli vengono confiscati tutti i beni ed è recluso in un campo di concentramento.
Nel 1950 re Faruq I gli assegna la Medaglia d'Oro al Valor Sportivo per gli eccellenti risultati ottenuti dalla sua squadra ai mondiali di lotta greco-romana a Stoccolma.
Muore ad Alessandria d'Egitto nel 1966 per un male incurabile.

## Palmarès

### Campionati italiani
- 1911 – Cat. medi (80 kg) 1º

Assoluto 1º
- 1912 – Cat. medi (80 kg) 1º

Assoluto 1º
- 1913 – Cat. medi (80 kg) 1º

Assoluto 2º
- 1914 – Cat. massimi (+ 80 kg) 3º

Assoluto 1º
- 1917 – Cat. massimi (+ 80 kg) 2º